# Гура-Веїй (Брашов)
Гура-Веїй (рум. Gura Văii) — село у повіті Брашов в Румунії. Входить до складу комуни Реча.
Село розташоване на відстані 171 км на північний захід від Бухареста, 55 км на захід від Брашова.

## Населення
За даними перепису населення 2002 року у селі проживали 443 особи. Усі жителі села рідною мовою назвали румунську.
Національний склад населення села:
| Національність | Кількість осіб | Відсоток |
| -------------- | -------------- | -------- |
| румуни         | 363            | 81,9%    |
| цигани         | 80             | 18,1%    |